# I liga urugwajska w piłce nożnej (1934)
- Mistrz Urugwaju 1934: Club Nacional de Football
- Wicemistrz Urugwaju 1934: CA Peñarol
- Spadek do drugiej ligi: nikt nie spadł
- Awans z drugiej ligi: nikt nie awansował

Mistrzostwa Urugwaju w roku 1934 były mistrzostwami rozgrywanymi według systemu, w którym wszystkie kluby trzykrotnie rozegrały ze sobą mecze każdy z każdym, a o tytule mistrza i dalszej kolejności decydowała końcowa tabela.

## Primera División

### Kolejka 1
| Mecz                                              |
| ------------------------------------------------- |
| CA Bella Vista – CA Peñarol 1:0                   |
| Racing Montevideo – Club Nacional de Football 0:0 |
| Sud América Montevideo – Defensor Sporting 2:2    |
| Rampla Juniors – Central Montevideo 2:0           |
| Montevideo Wanderers – River Plate Montevideo 2:1 |

### Kolejka 2
| Mecz                                                   |
| ------------------------------------------------------ |
| Club Nacional de Football – Sud América Montevideo 2:1 |
| CA Peñarol – River Plate Montevideo 2:0                |
| Defensor Sporting – Rampla Juniors 3:2                 |
| Montevideo Wanderers – CA Bella Vista 3:0              |
| Central Montevideo – Racing Montevideo 0:0             |

### Kolejka 3
| Mecz                                              |
| ------------------------------------------------- |
| CA Peñarol – Sud América Montevideo 3:1           |
| Club Nacional de Football – Defensor Sporting 4:1 |
| Rampla Juniors – River Plate Montevideo 1:0       |
| Montevideo Wanderers – Central Montevideo 2:1     |
| CA Bella Vista – Racing Montevideo 1:1            |

### Kolejka 4
| Mecz                                            |
| ----------------------------------------------- |
| Club Nacional de Football – CA Bella Vista 1:1  |
| CA Peñarol – Defensor Sporting 1:0              |
| Montevideo Wanderers – Racing Montevideo 1:1    |
| Central Montevideo – River Plate Montevideo 2:2 |
| Rampla Juniors – Sud América Montevideo 1:0     |

### Kolejka 5
| Mecz                                                 |
| ---------------------------------------------------- |
| CA Peñarol – Rampla Juniors 3:1                      |
| Racing Montevideo – River Plate Montevideo 3:0       |
| Central Montevideo – Defensor Sporting 4:2           |
| Montevideo Wanderers – Club Nacional de Football 2:2 |
| CA Bella Vista – Sud América Montevideo 0:0          |

### Kolejka 6
| Mecz                                               |
| -------------------------------------------------- |
| Central Montevideo – Club Nacional de Football 1:0 |
| CA Peñarol – Racing Montevideo 3:1                 |
| Sud América Montevideo – Montevideo Wanderers 2:1  |
| CA Bella Vista – Rampla Juniors 0:0                |
| Defensor Sporting – River Plate Montevideo 3:1     |

### Kolejka 7
| Mecz                                                |
| --------------------------------------------------- |
| Montevideo Wanderers – CA Peñarol 1:0               |
| Rampla Juniors – Club Nacional de Football 1:0      |
| Racing Montevideo – Defensor Sporting 3:1           |
| River Plate Montevideo – Sud América Montevideo 2:0 |
| CA Bella Vista – Central Montevideo 2:0             |

### Kolejka 8
| Mecz                                                   |
| ------------------------------------------------------ |
| Sud América Montevideo – Racing Montevideo 1:0         |
| Defensor Sporting – CA Bella Vista 1:0                 |
| Montevideo Wanderers – Rampla Juniors 1:0              |
| CA Peñarol – Central Montevideo 1:1                    |
| Club Nacional de Football – River Plate Montevideo 4:2 |

### Kolejka 9
| Mecz                                            |
| ----------------------------------------------- |
| Defensor Sporting – Montevideo Wanderers 2:1    |
| River Plate Montevideo – CA Bella Vista 3:1     |
| Central Montevideo – Sud América Montevideo 1:1 |
| Racing Montevideo – Rampla Juniors 0:0          |
| Club Nacional de Football – CA Peñarol 0:0      |

### Kolejka 10
| Mecz                                              |
| ------------------------------------------------- |
| CA Peñarol – CA Bella Vista 5:1                   |
| Club Nacional de Football – Racing Montevideo 1:0 |
| Sud América Montevideo – Defensor Sporting 3:2    |
| Rampla Juniors – Central Montevideo 0:0           |
| Montevideo Wanderers – River Plate Montevideo 0:0 |

### Kolejka 11
| Mecz                                                   |
| ------------------------------------------------------ |
| Club Nacional de Football – Sud América Montevideo 2:0 |
| CA Peñarol – River Plate Montevideo 2:1                |
| Rampla Juniors – Defensor Sporting 3:1                 |
| Montevideo Wanderers – CA Bella Vista 5:0              |
| Central Montevideo – Racing Montevideo 0:0             |

### Kolejka 12
| Mecz                                              |
| ------------------------------------------------- |
| CA Peñarol – Sud América Montevideo 2:1           |
| Club Nacional de Football – Defensor Sporting 3:1 |
| Rampla Juniors – River Plate Montevideo 1:1       |
| Montevideo Wanderers – Central Montevideo 2:2     |
| Racing Montevideo – CA Bella Vista 1:0            |

### Kolejka 13
| Mecz                                            |
| ----------------------------------------------- |
| Club Nacional de Football – CA Bella Vista 2:2  |
| Defensor Sporting – CA Peñarol 2:0              |
| Montevideo Wanderers – Racing Montevideo 2:0    |
| Central Montevideo – River Plate Montevideo 0:0 |
| Sud América Montevideo – Rampla Juniors 2:1     |

### Kolejka 14
| Mecz                                                 |
| ---------------------------------------------------- |
| CA Peñarol – Rampla Juniors 2:1                      |
| River Plate Montevideo – Racing Montevideo 2:0       |
| Defensor Sporting – Central Montevideo 2:0           |
| Club Nacional de Football – Montevideo Wanderers 2:0 |
| CA Bella Vista – Sud América Montevideo 2:1          |

### Kolejka 15
| Mecz                                               |
| -------------------------------------------------- |
| Club Nacional de Football – Central Montevideo 1:0 |
| CA Peñarol – Racing Montevideo 2:1                 |
| Montevideo Wanderers – Sud América Montevideo 1:0  |
| CA Bella Vista – Rampla Juniors 2:2                |
| River Plate Montevideo – Defensor Sporting 1:0     |

### Kolejka 16
| Mecz                                                |
| --------------------------------------------------- |
| Montevideo Wanderers – CA Peñarol 2:1               |
| Club Nacional de Football – Rampla Juniors 3:2      |
| Racing Montevideo – Defensor Sporting 1:1           |
| River Plate Montevideo – Sud América Montevideo 2:2 |
| CA Bella Vista – Central Montevideo 1:1             |

### Kolejka 17
| Mecz                                                   |
| ------------------------------------------------------ |
| Sud América Montevideo – Racing Montevideo 1:1         |
| Defensor Sporting – CA Bella Vista 3:0                 |
| Montevideo Wanderers – Rampla Juniors 1:1              |
| CA Peñarol – Central Montevideo 1:1                    |
| Club Nacional de Football – River Plate Montevideo 1:0 |

### Kolejka 18
| Mecz                                            |
| ----------------------------------------------- |
| Montevideo Wanderers – Defensor Sporting 3:1    |
| River Plate Montevideo – CA Bella Vista 3:2     |
| Central Montevideo – Sud América Montevideo 2:1 |
| Rampla Juniors – Racing Montevideo 1:0          |
| Club Nacional de Football – CA Peñarol 1:1      |

### Kolejka 19
| Mecz                                              |
| ------------------------------------------------- |
| CA Peñarol – CA Bella Vista 3:1                   |
| Club Nacional de Football – Racing Montevideo 5:0 |
| Defensor Sporting – Defensor 4:1                  |
| Rampla Juniors – Central Montevideo 6:3           |
| Montevideo Wanderers – River Plate Montevideo 4:1 |

### Kolejka 20
| Mecz                                                   |
| ------------------------------------------------------ |
| Club Nacional de Football – Sud América Montevideo 2:0 |
| CA Peñarol – River Plate Montevideo 1:1                |
| Defensor Sporting – Rampla Juniors 2:1                 |
| Montevideo Wanderers – CA Bella Vista 3:1              |
| Central Montevideo – Racing Montevideo 2:2             |

### Kolejka 21
| Mecz                                              |
| ------------------------------------------------- |
| CA Peñarol – Sud América Montevideo 2:1           |
| Club Nacional de Football – Defensor Sporting 3:0 |
| Rampla Juniors – River Plate Montevideo 1:1       |
| Montevideo Wanderers – Central Montevideo 2:0     |
| CA Bella Vista – Racing Montevideo 2:2            |

### Kolejka 22
| Mecz                                            |
| ----------------------------------------------- |
| Club Nacional de Football – CA Bella Vista 3:0  |
| CA Peñarol – Defensor Sporting 2:0              |
| Racing Montevideo – Montevideo Wanderers 2:0    |
| Central Montevideo – River Plate Montevideo 2:2 |
| Rampla Juniors – Sud América Montevideo 4:0     |

### Kolejka 23
| Mecz                                                 |
| ---------------------------------------------------- |
| CA Peñarol – Rampla Juniors 3:2                      |
| Racing Montevideo – River Plate Montevideo 2:1       |
| Central Montevideo – Defensor Sporting 2:1           |
| Club Nacional de Football – Montevideo Wanderers 2:0 |
| Sud América Montevideo – CA Bella Vista 1:0          |

### Kolejka 24
| Mecz                                               |
| -------------------------------------------------- |
| Club Nacional de Football – Central Montevideo 2:1 |
| CA Peñarol – Racing Montevideo 5:3                 |
| Montevideo Wanderers – Sud América Montevideo 4:0  |
| Rampla Juniors – CA Bella Vista 3:1                |
| River Plate Montevideo – Defensor Sporting 1:0     |

### Kolejka 25
| Mecz                                                |
| --------------------------------------------------- |
| Montevideo Wanderers – CA Peñarol 2:2               |
| Club Nacional de Football – Rampla Juniors 4:0      |
| Defensor Sporting – Racing Montevideo 1:0           |
| River Plate Montevideo – Sud América Montevideo 0:0 |
| Central Montevideo – CA Bella Vista 1:0             |

### Kolejka 26
| Mecz                                                   |
| ------------------------------------------------------ |
| Sud América Montevideo – Racing Montevideo 6:1         |
| Defensor Sporting – CA Bella Vista 4:1                 |
| Rampla Juniors – Montevideo Wanderers 2:0              |
| CA Peñarol – Central Montevideo 3:3                    |
| River Plate Montevideo – Club Nacional de Football 1:0 |

### Kolejka 27
| Mecz                                            |
| ----------------------------------------------- |
| Defensor Sporting – Montevideo Wanderers 1:1    |
| River Plate Montevideo – CA Bella Vista 1:0     |
| Central Montevideo – Sud América Montevideo 2:2 |
| Racing Montevideo – Rampla Juniors 4:4          |
| Club Nacional de Football – CA Peñarol 1:1      |

### Końcowa tabela sezonu 1934
| Poz | Klub                      | Mecze | Zw | Rem | Por | Pkt | BrZd | BrStr |
| --- | ------------------------- | ----- | -- | --- | --- | --- | ---- | ----- |
| 1   | Club Nacional de Football | 27    | 17 | 7   | 3   | 41  | 51   | 17    |
| 2   | CA Peñarol                | 27    | 15 | 8   | 4   | 38  | 51   | 31    |
| 3   | Montevideo Wanderers      | 27    | 15 | 5   | 7   | 35  | 47   | 28    |
| 4   | Rampla Juniors            | 27    | 10 | 8   | 9   | 28  | 42   | 37    |
| 5   | Defensor Sporting         | 27    | 11 | 3   | 13  | 25  | 41   | 44    |
| 6   | River Plate Montevideo    | 27    | 8  | 9   | 10  | 25  | 30   | 36    |
| 7   | Central Montevideo        | 27    | 5  | 14  | 8   | 24  | 32   | 40    |
| 8   | Racing Montevideo         | 27    | 5  | 11  | 11  | 21  | 29   | 43    |
| 9   | Sud América Montevideo    | 27    | 6  | 7   | 14  | 19  | 30   | 46    |
| 10  | CA Bella Vista            | 27    | 3  | 8   | 16  | 14  | 22   | 53    |

### Klasyfikacja strzelców bramek
| Gole | Piłkarz       | Klub                      |
| ---- | ------------- | ------------------------- |
| 13   | Aníbal Ciocca | Club Nacional de Football |